# Lebanon (Indiana)
Lebanon ist eine Stadt (englisch city) im US-Bundesstaat Indiana und der Verwaltungssitz des Boone County. Das U.S. Census Bureau hat bei der Volkszählung 2020 eine Einwohnerzahl von 16.662 ermittelt.

## Geographie
Lebanon liegt in Zentrum von Indiana, etwa 29 Meilen (47 km) nordwestlich der Innenstadt von Indianapolis und 36 Meilen (58 km) südöstlich von Lafayette.

## Geschichte
Lebanon wurde 1832 gegründet. Der Name stammt von einem der ersten Siedler, der einen Bestand von Hickory-Bäumen auf dem Gelände sah und sich an die biblischen Zedern des Libanon erinnert fühlte. Das erste Postamt in Lebanon wurde 1832 eingerichtet.

## Demografie
Nach einer Schätzung von 2019 leben in Lebanon 16.065 Menschen. Die Bevölkerung teilt sich im selben Jahr auf in 96,4 % Weiße, 0,9 % Afroamerikaner, 0,1 % amerikanische Ureinwohner, 0,4 % Asiaten und 1,8 % mit zwei oder mehr Ethnizitäten. Hispanics oder Latinos aller Ethnien machten 3,6 % der Bevölkerung aus. Das mittlere Haushaltseinkommen lag bei 53.020 US-Dollar und die Armutsquote bei 8,8 %.

## Söhne und Töchter der Stadt
- Edgar William Olive (1870–1971), Botaniker
- Allen Saunders (1899–1986), Comicautor und -zeichner
- Sylvia Likens (1949–1965), Mordopfer